# Serrata (lavoro)
La serrata indica la chiusura di un'impresa all'utilizzo della manodopera; tale chiusura può essere totale o parziale.
Con essa l'azienda non accetta la prestazione lavorativa offerta dai suoi dipendenti, o gli scioperi causati da essi, e rifiuta di pagarne ogni tipo di compenso. Si tratta di una forma di pressione del datore di lavoro effettuata sui lavoratori.

## La giurisprudenza italiana
Viene equiparata a una violazione degli obblighi contrattuali del datore di lavoro, quindi a un illecito civile antisindacale, previsto nell'articolo 28 dello Statuto dei Lavoratori.  Secondo altri si tratterebbe di mancata cooperazione all'adempimento.
La Corte Costituzionale ha raggiunto una conclusione sulla materia, cosiddetta "costituzionalmente protetta", per l'art. 40 e 39, 1°comma, Cost. Per essa si può parlare di "libertà di serrata", che è protetta solo se ha come fine quella di resistere alla richiesta di modifica migliorativa del contratto di lavoro oppure per ottenere un'adesione a una modifica peggiorativa dello stesso contratto di lavoro. La disposizione penale, relativa alla serrata ai fini contrattuali, dell'art. 502, 1° comma del c.p. è divenuto incostituzionale dopo la sent. della Corte cost. 29/1960, mentre rimangono costituzionalmente legittimi gli art. 503 (per fini politici), 504 (contro la pubblica autorità) del c.p.
L'art. 505 del c.p. riguardo alla serrata di solidarietà o di protesta ai fini contrattuali è considerato abrogato (sent. Corte Cost. n. 141/1967).
La serrata attuata dai piccoli imprenditori senza lavoratori dipendenti era illecita prima dalla sent. della Corte Cost. n. 222/1975 che ha dichiarato illegittimo l'art. 506 c.p.
Dopo questa sentenza i piccoli imprenditori possono attuare la serrata di protesta contro fatti o provvedimenti incidenti sulla loro attività economica.